# Тукидидова замка
Тукидидова замка је термин који је популаризовао амерички политиколог Грахам Алисон да би описао очигледну склоност ка рату када сила у успону пријети да смијени постојећу велику силу као регионалног или међународног хегемона. Термин је настао и првенствено се користи за описивање потенцијалног сукоба између Сједињених Америчких Држава и Кине.
Термин је заснован на цитату староатинског историчара и генерала Тукидида, у којем он наводи да је Пелопонески рат између Атине и Спарте био неизбјежан због спартанског страха од раста атинске моћи. Поткрјепљујући ову тезу Алисон је водио студију у Центру за науку и међународне послове Белфер Универзитета Харвард, којом је откривено да је међу шеснаест историјских случајева сила у успону која се надметала са владајућом силом, дванаест завршило ратом. Међутим, студија је изазвала значајне критике, а мишљења научника о истинитости Тукидидове замке — нарочито везано за потенцијални америчко-кинески војни сукоб — је подијељено.

## Поријекло
Термин је сковао амерички политиколог Грахам Алисон у чланку из 2012. за Financial Times. Заснован је на цитату староатинског историчара и генерала Тукидида из његовог списа Историја Пелопонеског рата у којем тврди да је „успон Атине и страх који је он изазвао у Спарти, учинио је рат неизбежним”, а Алисон је користио термин да опише склоност ка рату када сила у успону (нпр. Атина) оспорава статус владајуће силе (нпр. Спарта). Алисон је овај термин значајно проширио у својој књизи Destined for War из 2017, у којој тврдио да су „Кина и САД тренутно на колизионом курсу за рат”. Иако Алисон у књизи тврди да рат између „владајуће силе” и „силе у успону” није неизбјежан, рат може бити веома тешко избјећи и захтјева опсежну и интензивну дипломатску пажњу и напор у случају Тукидидове замке.

## Дефиниција
Термин описује теорију према којој када положај велике силе као хегемона угрожава сила у успону, постоји значајна вјероватноћа избијања рата између двије силе. Према ријечима Грахама Алисона:
Тукидидова замка се односи на природно, неизбјежно комешање које се дешава када растућа сила пријети да смијени владајућу силу… [и] када сила у успону пријети да смијени владајућу силу, резултујући структурални стрес чини насилни сукоб правилом, а не изузетком.
Да би унаприједио ову тезу, Алисон је водио студију случаја на Центру за науку и међународне послове Белфер Универзитета Харвард, која је открила да је међу шеснаест историјских примјера силе у успону која се такмичи са владајућом силом, дванаест завршило ратом.